# S. Barry Cooper
S. Barry (Stuart) Cooper (ur. 9 października 1943, zm. 26 października 2015) – brytyjski matematyk zajmujący się teorią obliczalności i czystą matematyką, profesor University of Leeds; działacz komunistyczny.

## Życiorys
Doktoryzował się w 1971 na University of Leicester na podstawie rozprawy Degrees of Unsolvability, napisanej pod kierunkiem Goodsteina i Yatesa. Od 1969 związany z University of Leeds, w 1996 został profesorem tego uniwersytetu.